# Раз в неделю
Раз в неделю — российское телевизионное юмористическое шоу. Существовало с 1995 по 1996 год. Выходило по четвергам в 22:30.
Идея создания передачи появилась ещё в 1992 году: телепродюсер Александр Акопов хотел создать юмористическое шоу, аналогичное скетчам в «Saturday Night Live». Для этого он пригласил группу бывших игроков Клуба весёлых и находчивых, ранее работавших в его проекте «Деловая Россия» (рубрика «Титры и спецэффекты»).
Программа впервые вышла в эфир 16 марта 1995 года на телеканале «ТВ-6 Москва» в 22:10. Её итоговый вариант значительно отличался от формата SNL, чем Акопов был недоволен.
В марте 1996 года Александр Акопов стал директором продюсерского центра ВГТРК и временно покинул проект ввиду подготовки канала РТР к президентским выборам. Это, по мнению одного из актёров Андрея Бочарова, дало команде творческую свободу. После возвращения Акопова в передачу между ним и рядом сотрудников произошёл конфликт. Таким образом, с 4 июля 1996 года передача стала выходить на РТР, где просуществовала до 24 декабря, а значительная часть авторов и актёров, покинувших «Раз в неделю», создала новые проекты: «Назло рекордам!?» и «О.С.П.-студия».
Наследницей программы некоторые источники называют юмористическую передачу «БИС», выходившую в схожем формате на ТВ-6 со 2 декабря 1998 по 2001 год.

## Актёры

### На ТВ-6
- Сергей Белоголовцев
- Роман Фокин
- Андрей Филиппак[9]
- Михаил Шац
- Татьяна Лазарева
- Андрей Бочаров
- Павел Кабанов
- Василий Антонов
- Александр Толоконников
- Сергей Сивохо
- Олег Комаров
- Евгений Воскресенский
- Пётр Кулешов[10][11]

### На РТР
- Олег Комаров
- Сергей Сивохо
- Андрей Филиппак[9]
- Юрий Чиркинян

## Постоянные персонажи

### На ТВ-6
- Роман Фокин — ведущий рубрики «Игра» Роман Фокинбаум; участник ВИА «Поющие лица»
- Татьяна Лазарева — соведущая программы «Времище»; участница ВИА «Поющие лица»; ведущая программы «Деловая Вселенная»; Мария (ведущая рубрики «Аптека»[12]); тётя Таня (ведущая программы «Спокойной ночи, господа»); внештатница Таня (ведущая рубрики «Спорт»)
- Андрей Филиппак — ведущий ток-шоу «Откровенный разговор»
- Павел Кабанов — ведущий рубрики «Стиль»; ведущий нескольких пародий на программу «Сам себе режиссёр» («Сам себе оператор», «Сам себе гримёр» и т. п.)
- Сергей Сивохо — ведущий программы «Моветон» Колосс Родосский (в других выпусках — Николай Самофракийский, Аполлон Бельведерский и т. д.; аллюзия на Матвея Ганапольского и его передачу «Бомонд»); ведущий программы «Потуги» Жора Компотов (пародия на программу «Итоги» Евгения Киселёва); ведущий программы «Ё-моё кино» (аллюзия на Сергея Соловьёва и его программу «Моё кино»); доктор Сивохо; журналист Акулов-Каракулов (аллюзия на Андрея Караулова); соведущий программы «Времище» (пародия на Игоря Воеводина и передачу «Времечко»); Чита (персонаж программы «Спокойной ночи, господа»); ведущий рубрик «Легенды народов мира», «Театральный четверг» и «Истории, рассказанные на голодный желудок»[13]
- Александр Толоконников — ведущий рубрики «Море времени» (аллюзия на Дмитрия Захарова и его рубрику «Река времени», которую, впрочем, Толоконников вёл под своей фамилией); соведущий рубрики «Кухня»
- Сергей Белоголовцев — эксперт программы «Откровенный разговор» Андрей Петрович Мухин; ведущий программы «Подробно» Юрик Добриян (пародия на Николая Сванидзе), ведущий программы «Времище» (пародия на программу «Времечко» и её ведущего Льва Новожёнова); ведущий Александр Любимый (пародия на Александра Любимова); ведущий рубрики «Смешной патруль» (пародия на программу ТВ-6 «Дорожный патруль»); ведущий рубрики «КатаКЛИЗЬМЫ недели» (пародия на программу ТВ-6 «Катастрофы недели»); Сергей Белокопытце, ведущий рубрики «Пост-продовольственные новости» (отсылка к программе ТВ-6 «ПОСТмузыкальные новости»); участник ВИА «Поющие лица»
- Евгений Воскресенский — учёный Никита Лиходеев; ведущий программы «Спальня» (пародия на программу «Кафе Обломов» и её ведущего Артемия Троицкого)
- Михаил Шац — ведущий рубрики «Доброе утро, Америка»; ведущий рубрики «Ай-не-не ньюс» (аллюзия на CNN)
- Олег Комаров — соведущий рубрики «Остановите музыку» Виктор Иванович (возможно, аллюзия на ви-джея MTV Александра Анатольевича)
- Пётр Кулешов — второй ведущий рубрики «Доброе утро, Америка»
- Леонид Коновалов — ведущий рубрики «Автовжик» (пародия на программу «Автомиг»); ведущий рубрики «Школа выживаемости»
- Марина Федько — соведущая рубрики «Остановите музыку»; участница ВИА «Поющие лица»
- Елена Козыбина — участница ВИА «Поющие лица»
- Фёдор Гапоненко — ведущий программы «Деловая Вселенная»; Микки-Маус (персонаж программы «Спокойной ночи, господа»)
- Вокально-инструментальный ансамбль «Поющие лица» — музыкальные пародии, как на определённые музыкальные стили — технодэнс («Потанцуй со мной»), техно-поп («Главный космонавт»), ретро-шлягер («Патриция»), так и на конкретных исполнителей — Mo-Do («Айн, цвай, полицай»), Бориса Гребенщикова («Котёнок») и Богдана Титомира («Шахматы»)

### На РТР
- Сергей Сивохо — ведущий программы «Потуги» Жора Компотов (пародия на Евгения Киселёва); ведущий рубрик «Театральные истории», «Легенды народов мира» и «Истории, рассказанные на голодный желудок»
- Андрей Филиппак — ведущий рубрики «Курятник» (аллюзия на Артемия Троицкого и его передачу «Кафе Обломов»)
- Юрий Чиркинян — ведущий программы «Подробно с Юриком» Юрик Добриян; ведущий Балдерис Плейшнер (пародия на Валдиса Пельша); Дырвиндт, один из участников рубрики «Дырвиндт и Шершавин» (пародия на Александра Ширвиндта и Михаила Державина)
- Олег Комаров — Шершавин (второй участник рубрики «Дырвиндт и Шершавин»); ведущий программы «Круче крутого» Хома Хоменко (пародия на Николая Фоменко как ведущего телевикторины «Проще простого»)
- Вокально-инструментальный ансамбль «Поющие лица» — музыкальные пародии

## Факты
- Кадры из последней заставки программы и обратный отсчёт позже использовались в заставках других программ РТР: «Почта РТР» и «Комната смеха».
- Позднее в программу «БИС»[8][14] «перекочевали» персонажи Сергея Сивохо (Жора Компотов и доктор Сергей Анатольевич), Василия Антонова (Базилио Гульф, ведущий программы «Серебряное фуфло» и дирижёр) и Александра Толоконникова (ведущий рубрики «Море времени» и бард Александр Розенблюм; впоследствии там появился похожий персонаж («народный бард Коля Колокольчиков»), которого также сыграл Толоконников).